# Otočić Aba Mala
Otočić Aba Mala är en ö i Kroatien.   Den ligger i länet Zadars län, i den södra delen av landet, 230 km söder om huvudstaden Zagreb.
Terrängen på Otočić Aba Mala är varierad.